# Сонам Малік
Сонам Малік (англ. Sonam Malik; нар. 15 квітня 2002, село Мадіна, округ Соніпат, штат Хар'яна) — індійська борчиня вільного стилю, учасниця Олімпійських ігор.

## Життєпис
Її батько Раджендер в молодості теж був борцем. З 12 років Сонам Малік почала займатися спортом, який її батько був змушений покинути. З цією метою вона почала тренуватися в спортивному комплексі «Netaji Subhash Chandra Bose» під керівництвом тренера Аджмера Маліка.
Через п'ять років почала досягати успіхів на міжнародній арені. Багато разів займала призові місця на чемпіонатах світу та Азії у молодших вікових групах. У тому числі двічі ставала чемпіонкою світу та срібною призеркою та чемпіонату світу серед юніорів.
Напередодні токійської Олімпіади під час перших національних змагань з жіночої боротьби Сонам приголомшила глядачів, обігравши бронзову призерку Олімпіади-2016 Сакші Малік у захоплюючому поєдинку. Після цього вона стала першим номером національної збірної у ваговій категорії до 62 кг.
У квітні 2021 року на олімпійському кваліфікаційному турнірі в Алмати посіла друге місце, здобувши ліцензію на літні Олімпійські ігри в Токіо. На Олімпіаді Малік в першому раунді поступилася у рівному поєдинку з рахунком 2:2 (за рахунок останньої активної дії суперниці) представниці Монголії Хурелхуугійн Болортуя. Оскільки монгольська спортсменка не пройшла до фіналу, Сонам Малік не змогла взяти учать у втішних сутичках за бронзову нагороду, посівши у підсумку одинадцяте місце.

## Спортивні результати на міжнародних змаганнях

### Виступи на Олімпіадах
| Змагання                    | Збірна | Вагова категорія          | Місце |
| --------------------------- | ------ | ------------------------- | ----- |
| Літні Олімпійські ігри 2020 | Індія  | жіноча боротьба, до 62 кг | 11    |

### Виступи на Чемпіонатах світу
| Змагання                        | Збірна | Вагова категорія          | Місце |
| ------------------------------- | ------ | ------------------------- | ----- |
| Чемпіонат світу з боротьби 2022 | Індія  | жіноча боротьба, до 62 кг | 12    |

### Виступи на Чемпіонатах Азії
| Змагання                       | Збірна | Вагова категорія          | Місце |
| ------------------------------ | ------ | ------------------------- | ----- |
| Чемпіонат Азії з боротьби 2020 | Індія  | жіноча боротьба, до 62 кг | 5     |
| Чемпіонат Азії з боротьби 2021 | Індія  | жіноча боротьба, до 62 кг | 6     |

### Виступи на Кубках світу
| Змагання                    | Збірна | Вагова категорія          | Місце |
| --------------------------- | ------ | ------------------------- | ----- |
| Кубок світу з боротьби 2020 | Індія  | жіноча боротьба, до 62 кг | 9     |

### Виступи на інших змаганнях
| Змагання                                                     | Збірна | Вагова категорія          | Місце  |
| ------------------------------------------------------------ | ------ | ------------------------- | ------ |
| Меморіал Маттео Пелліконе 2020                               | Індія  | жіноча боротьба, до 62 кг | 18     |
| Олімпійський кваліфікаційний турнір з боротьби 2021 (Алмати) | Індія  | жіноча боротьба, до 62 кг | Срібло |

### Виступи на змаганнях молодших вікових груп
| Змагання                                      | Збірна | Вагова категорія          | Місце  |
| --------------------------------------------- | ------ | ------------------------- | ------ |
| Чемпіонат Азії з боротьби серед кадетів 2017  | Індія  | жіноча боротьба, до 56 кг | Бронза |
| Чемпіонат світу з боротьби серед кадетів 2017 | Індія  | жіноча боротьба, до 56 кг | Золото |
| Чемпіонат Азії з боротьби серед кадетів 2018  | Індія  | жіноча боротьба, до 65 кг | Бронза |
| Чемпіонат світу з боротьби серед кадетів 2018 | Індія  | жіноча боротьба, до 65 кг | Бронза |
| Чемпіонат Азії з боротьби серед кадетів 2019  | Індія  | жіноча боротьба, до 65 кг | Срібло |
| Чемпіонат світу з боротьби серед кадетів 2019 | Індія  | жіноча боротьба, до 65 кг | Золото |
| Чемпіонат світу з боротьби серед юніорів 2022 | Індія  | жіноча боротьба, до 62 кг | Срібло |